# Горењци при Адлешичих
Горењци при Адлешичих (словен. Gorenjci pri Adlešičih) су насељено место у општини Чрномељ, регија Југоисточна Словенија, Словенија.

## Историја
До територијалне реорганизације у Словенији били су у саставу старе општине Чрномељ.

## Становништво
У попису становништва из 2011. године, Горењци при Адлешичих су имали су 51 становника.
| Број становника према пописима | Број становника према пописима | Број становника према пописима |
| ------------------------------ | ------------------------------ | ------------------------------ |
| 1991                           | 2002                           | 2011                           |
| 50                             | 48                             | 51                             |

Напомена: До 1953. исказивано под именом Горењци.